# Adamâncio (prefeito urbano)

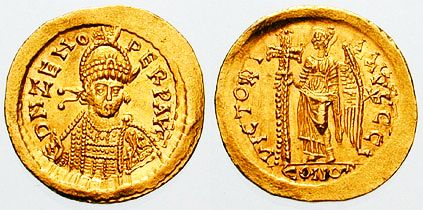
Soldo de Zenão (r. 474–475; 476–491)

Adamâncio (em latim: Adamantius) foi um oficial e patrício bizantino do século V, ativo durante o reinado do imperador Zenão (r. 474–475; 476–491).

## Vida
Adamâncio era filho de Viviano e irmão de Paulo. Em 474/479, ocupou a posição de prefeito urbano de Constantinopla e durante seu mandato foi destinatário de três leis não datadas do imperador, duas delas concernentes a Constantinopla. Em 479, foi enviado numa embaixada ao rei ostrogótico Teodorico, o Amal (r. 474–526) descrita pelo historiador Malco.
Segundo Malco, nessa ocasião Adamâncio já era patrício e antigo prefeito urbano e foi nomeado consular (cônsul honorário) por Zenão. Viajou via Salonica, onde salvou o ex-cônsul João duma revolta popular, e juntou-se a Sabiniano Magno em Edessa antes de dirigir-se para Dirráquio, onde abriu negociações com Teodorico. Devido a novas hostilidades, Zenão abandonou a embaixada e Adamâncio retornou para Constantinopla.